# W Connection Football Club
El W Connection Football Club és un club de futbol de la ciutat de Marabella, a Trinitat i Tobago.

## Història
El club es fundà amb el nom de Williams Connection Sports Club el 1986, pels germans David John Williams i Patrick John Williams a San Fernando. Amb la creació de la lliga professional el club es refundà com a W Connection F.C.

## Palmarès
- Lliga de Trinitat i Tobago de futbol:[2]
  - 2000, 2001, 2005, 2012, 2014, 2018
- Copa de Trinitat i Tobago de futbol:[3]
  - 1999, 2000, 2002
- Copa FCB de Trinitat i Tobago de futbol:[3]
  - 2001, 2004, 2005, 2006, 2007, 2008
- Pro League Big Six:[3]
  - 2007
- Pro Bowl de Trinitat i Tobago:[3]
  - 2001, 2002, 2004, 2007
- Toyota Classic de Trinitat i Tobago:[3]
  - 2005
- Goal Shield de Trinitat i Tobago:[3]
  - 2009
- Copa de la CFU de clubs de futbol:
  - 2002, 2006, 2009

## Futbolistes destacats
| - Arnold Dwarika (2002-2004) - Earl Jean (2000-2007) - Kenwyne Jones (2002-2004) | - Jose Luis Seabra (1999-2008) - Silvio Spann (2001-2004, 2006-2007) - Aurtis Whitley (2007-2008) |